# Standseilbahn Starý Smokovec–Hrebienok
| Ausfahrt aus der Talstation |                     |                      |                   |
| Streckenlänge: | 1,937 km            |                      |                   |
| Spurweite: | 1000 mm (Meterspur) |                      |                   |
| Stromsystem: | 550 V =             |                      |                   |
| Maximale Neigung: | 148 ‰               |                      |                   |
| Streckengeschwindigkeit: | 36 km/h             |                      |                   |
| |                     |                      |                   |
| \| \| 0,000 \| Starý Smokovec \| 1033 m \| \| \| \| Ausweichstelle \| \| \| \| 1,937 \| Hrebienok \| 1280 m \| \| \| 2,036 \| Sanatorium Hrebienok \| (bis 1967) 1285 m \| |                     |                      |                   |
| Haltepunkt / Haltestelle Streckenanfang | 0,000               | Starý Smokovec       | 1033 m            |
| |                     | Ausweichstelle       |                   |
| Haltepunkt / Haltestelle Strecke ab hier außer Betrieb | 1,937               | Hrebienok            | 1280 m            |
| Haltepunkt / Haltestelle Streckenende (Strecke außer Betrieb) | 2,036               | Sanatorium Hrebienok | (bis 1967) 1285 m |

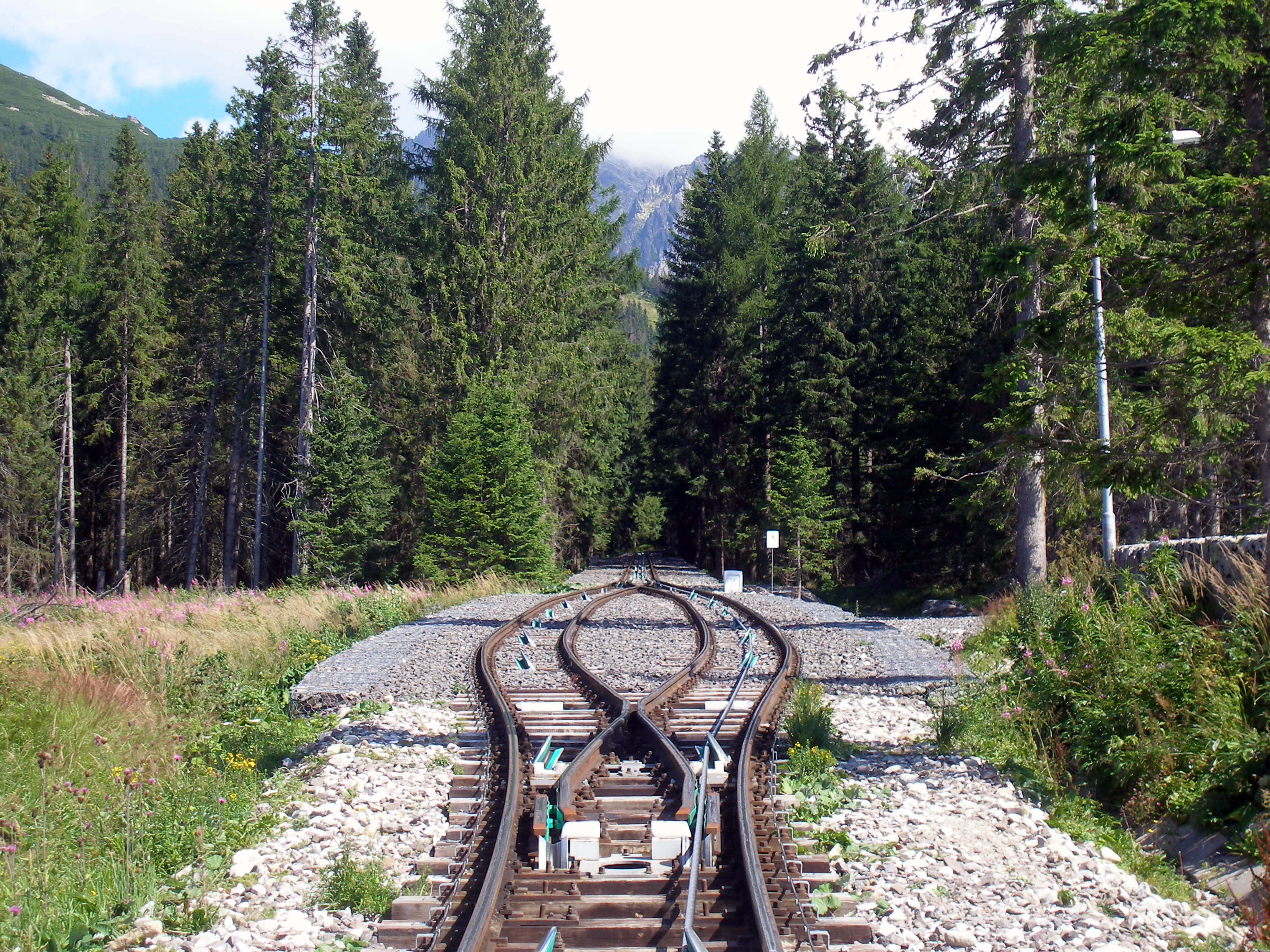
Ausweichstelle der Standseilbahn, Richtung Hrebienok

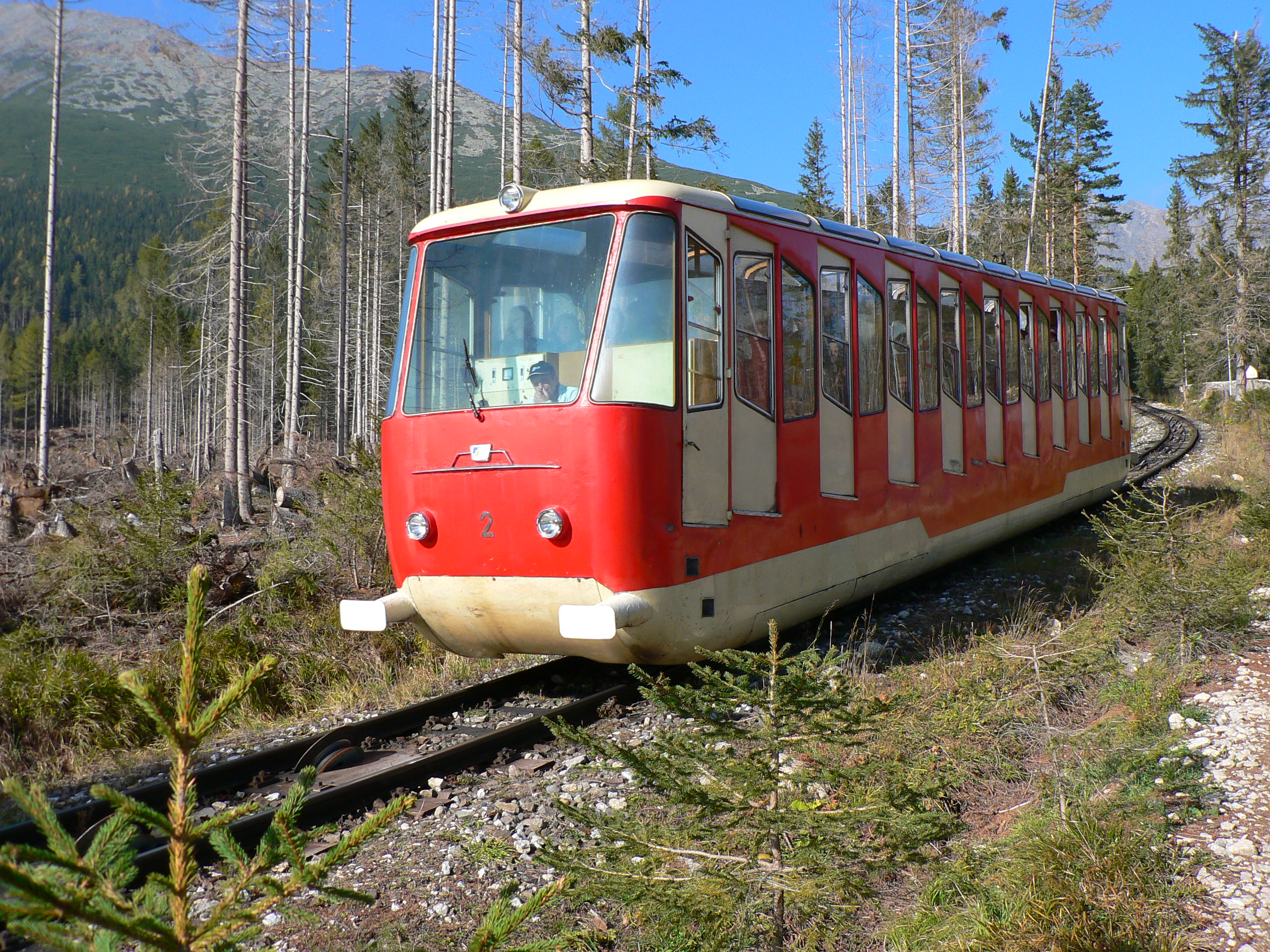
Ein von 1970 bis 2007 eingesetzter Wagen

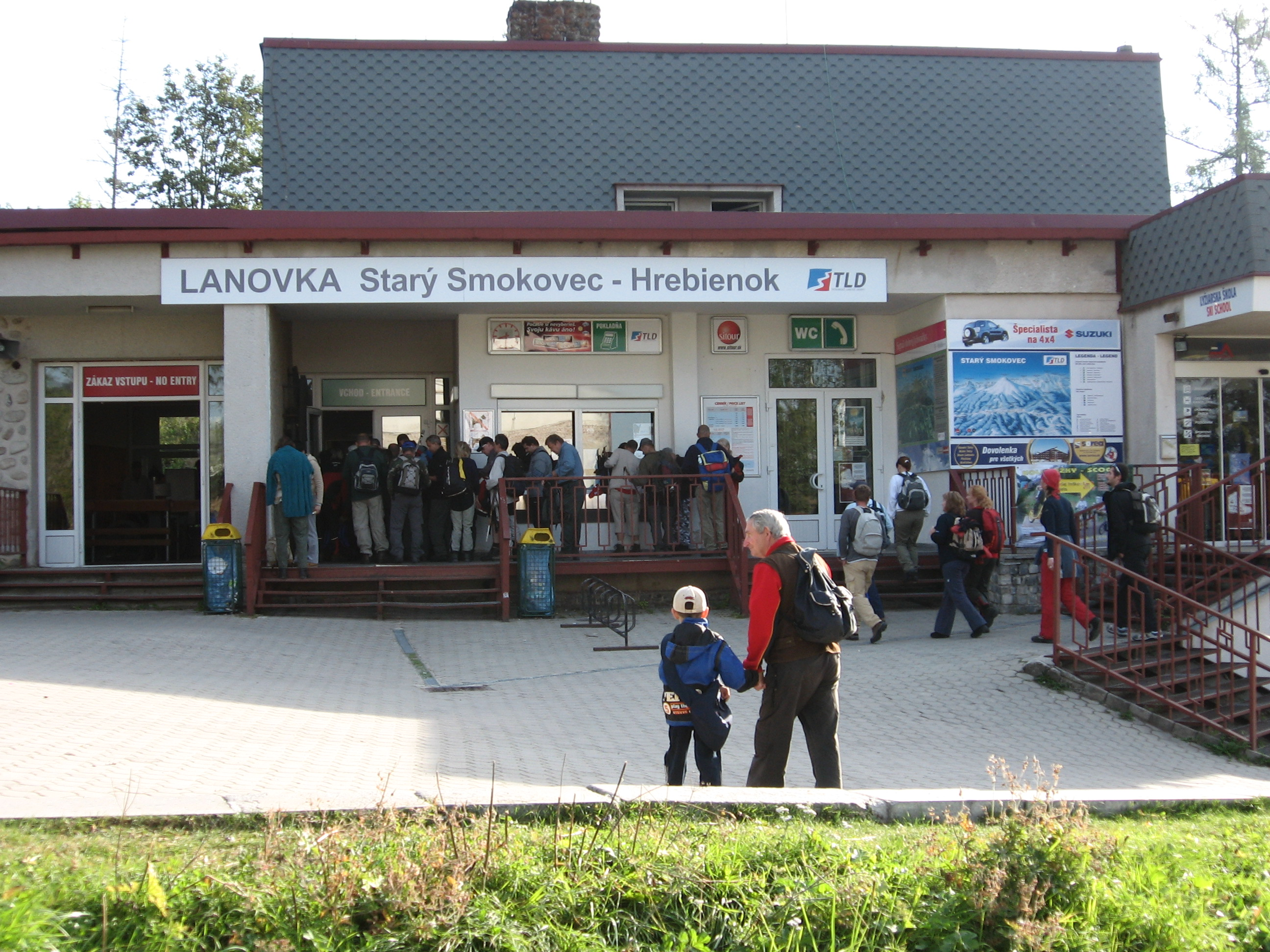
Talstation Starý Smokovec (Stand Ende 2006)

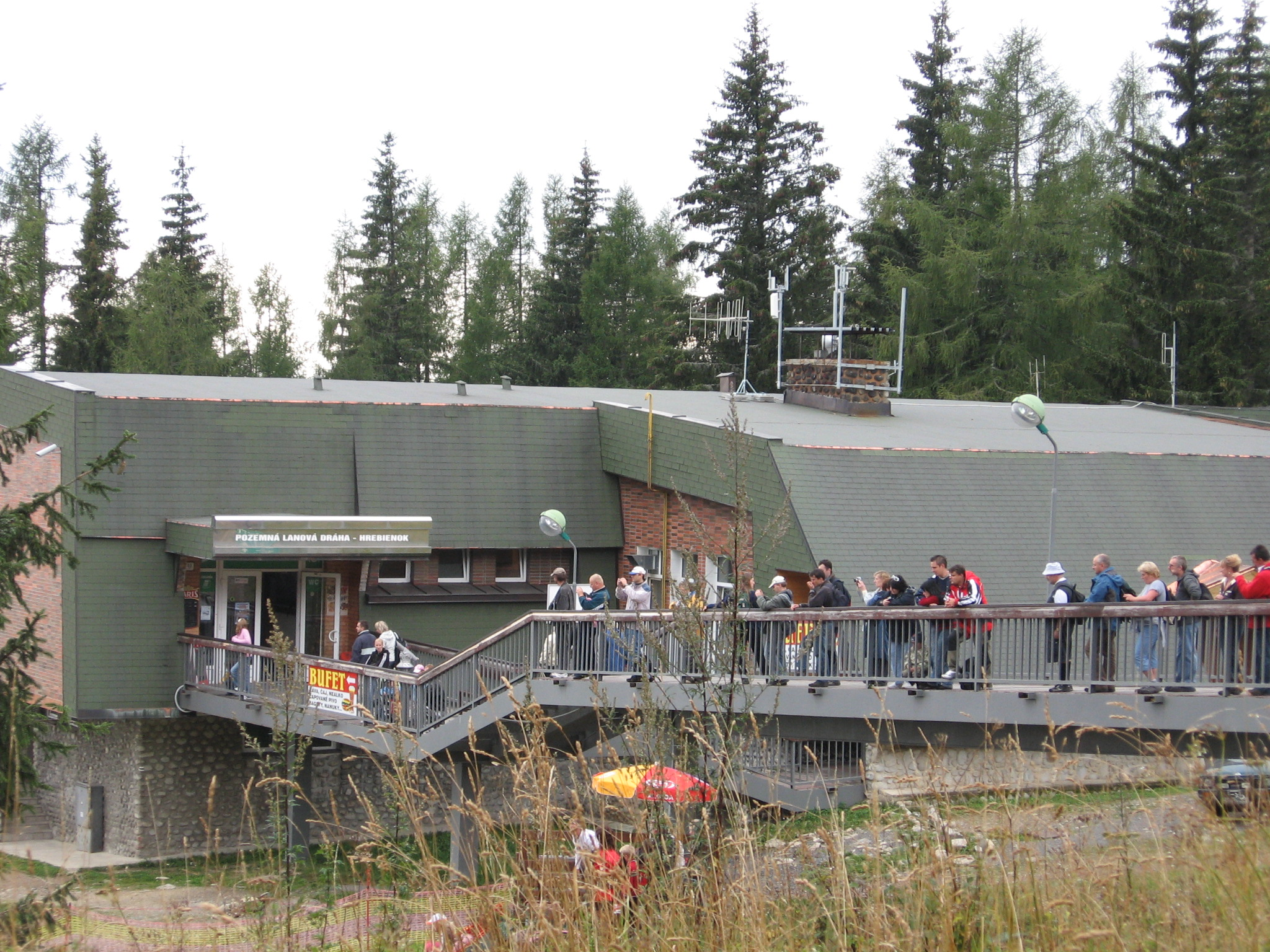
Bergstation Hrebienok (Stand 2007)

Die Standseilbahn Starý Smokovec–Hrebienok (slowakisch Pozemná lanová dráha Starý Smokovec–Hrebienok oder kurz Pozemná lanovka na Hrebienok) ist eine meterspurige, ganzjährig betriebene Standseilbahn im slowakischen Teil der Hohen Tatra und die einzige in der Slowakei. Sie hat eine Streckenlänge von 1937 Metern und verbindet Starý Smokovec (Talstation 1033 m n.m.), einen Ortsteil der Stadt Vysoké Tatry, mit dem Ortsteil und Skiort Hrebienok (Bergstation 1280 m n.m.).
Die Standseilbahn wurde 1908 errichtet und in drei großen Maßnahmen von 1950 bis 1951, 1967 bis 1970 und 2007 bis 2008 umgebaut.

## Daten
| - Spurweite: 1000 mm - Länge: 1937 m - Höhenunterschied: 247 m - Durchschnittliche Neigung: 128 ‰ - Maximale Neigung: 148 ‰ | - Fahrgeschwindigkeit: 10 m/s (7 m/s in der Ausweichstelle, bis 2007: 5 m/s) - Antriebsleistung (permanent): 523 kW - Seildurchmesser 34 mm (bis 2007: 31,5 mm) - Kapazität: 1600 Personen pro Stunde (bis 2007: 900 Personen pro Stunde) - Fahrzeit: 4,5 min (bis 2007: 7 min) |

Quellen:

## Geschichte
Die ersten Planungen reichen bis zum Anfang des 20. Jahrhunderts zurück, als die Slowakei Teil des Königreichs Ungarn war. Der Bedarf für eine Verbindung zum Hrebienok (deutsch Kämmchen) stieg nach 1883 rasch an, als am Berg ein Kurort entstand, der ein Jahr später von Altschmecks über eine Straße erreichbar wurde. Nach der Eröffnung des Grandhotels in Altschmecks im Jahr 1904 entwickelte sich der Tourismus weiter, wodurch der Bedarf für eine leistungsfähigere Verbindung zum Hrebienok noch stieg. Zuerst wurde von den Poprader Unternehmern Krieger und Matejka eine Zahnradbahn mit der Spurweite von 700 mm vorgeschlagen, die Firma musste aber das Projekt aus wirtschaftlichen Gründen in eine Standseilbahn ändern und sich mit der Budapester Firma Phoebus zusammenschließen. Sie gründeten die Tátrafüredi helyi érdekű villamos vasút (deutsch: Schmeckser Elektrische Lokalbahn) und begannen im Frühjahr 1908 mit dem Bahnbau. Größere Erdarbeiten und Brückenbauten waren nicht erforderlich, dadurch schritt der Bau so schnell fort, so dass die Kollaudation schon am 16. Dezember 1908 stattfinden konnte und einen Tag darauf die Bahn für die Öffentlichkeit eröffnet wurde, vier Tage vor der Eröffnung der Tatrabahnteilstrecke von Poprad nach Altschmecks. Eine geplante Weiterführung zum Berg Slavkovský štít (dt. Schlagendorfer Spitze, 2452 m n.m.) wurde nicht gebaut.
Die Strecke war 2036 m lang, die Ausweichstelle in Streckenmitte erhielt zungenlose Abtsche Weichen. Die technische Ausrüstung wurde von der Firma AEG, das Zugseil mit einem Durchmesser von 18,5 mm von der Firma Vogel & Noot geliefert. Die Talstation sollte sich ursprünglich direkt am Bahnhof der Elektrischen Tatrabahn befinden, wurde aber aus dem Ort verlegt, um nicht bebaute Flächen und die Straße zu kreuzen, wo die Gefahr der Beschädigung des Seils durch passierende Fahrzeuge bestanden hätte. Die ursprünglichen zwei von der Budapester Firma Ganz gelieferten Wagen hatten Holzaufbauten und konnten 45 Fahrgäste aufnehmen, 15 davon auf einer offenen Bühne. Die Bahn wurde durch eine in der Bergstation untergebrachte, elektrische Fördermaschine mit einer Motorleistung von 25,7 kW angetrieben. Die Fördermaschine wurde mit Gleichspannung von 550 V gespeist. Obwohl die Möglichkeit bestand, eine Oberleitung für die Wagenbeleuchtung zu errichten, wurden die Wagen nur durch Öllampen beleuchtet. Die Fahrgeschwindigkeit betrug 2,5 m/s, 9 km/h.
Nach dem Ersten Weltkrieg und Gründung der Tschechoslowakei wurde die Bahn von der Prager Bank Legiobanka erworben. Ab 1950 war die Tschechoslowakische Staatsbahn der Betreiber der Standseilbahn.
Im Laufe der Jahre wurde die Fördermaschine mehrmals umgebaut und mit neuen Motoren ausgerüstet, so dass die Fahrgeschwindigkeit nun 4,5 m/s betrug. 1951 fand der erste große Umbau statt. Dabei wurden neue, vollständig überdachte Wagen beschafft. 1967 begann im Hinblick auf die Nordische Skiweltmeisterschaft 1970 eine weitere Modernisierung. Die Strecke wurde etwas verkürzt und am bergseitigen Ende verlegt, die vorher im Gebäude des Sanatoriums untergebrachte Bergstation erhielt ein eigenes Gebäude. Die Talstation wurde erweitert, eine neue Fördermaschine mit einer Leistung von 340 kW mit einem Ward-Leonard-Umformer eingebaut sowie neue Wagen von der italienischen Firma Ceretti & Tanfani beschafft. Diese Drehgestellwagen boten nun Platz für je 125 Fahrgäste in neun Abteilen. In jedem Abteil gab es ursprünglich vier Klappsitze, doch sie wurden nach wenigen Jahren ausgebaut. Aufgrund der leistungsfähigeren Fördermaschine und der neuen Drehgestellwagen konnte die Geschwindigkeit auf 5 m/s (16,7 km/h) erhöht werden. Die neue Standseilbahn wurde am 18. Februar 1970 eröffnet. Die Strecke erhielt eine vierpolige Oberleitung für die Energieversorgung der Wagen und eine Sprechverbindung. Diese Oberleitung wurde an den Kilometern 0,5 und 1,5 durch Spannwerke dynamisch nachgespannt. Nachdem die Sprechverbindung um 1980 durch eine Funkanlage ersetzt wurde, konnte die Oberleitung wieder abgebaut werden. Die Wagen wurden seitdem durch Akkumulatoren versorgt, die in den Stationen, wo die Oberleitung beibehalten worden war, nachgeladen wurden.
Nach dem Orkan im slowakischen Teil der Hohen Tatra am 14. November 2004 musste die Bahn für einige Wochen bis zur Räumung der umgestürzten Bäume gesperrt werden. Dies veränderte auch die Aussicht im unteren Teil der Strecke: wo vorher nur ein dichter Wald zu sehen war, eröffnete sich nun auch der Blick in den Untertatraer Kessel im Süden und den Berg Slavkovský štít im Westen.
2006 wurde die Standseilbahn von der privaten Firma Tatranské lanové dráhy erworben, die schon seit 2004 die Strecke vom bisherigen Eigentümer ZSSK gemietet hatte. Im Spätjahr 2007 wurden auch die bisher seit 37 Jahren genutzten Wagen durch Neubauten der Schweizer Firma Gangloff für je 160 Fahrgäste ersetzt, die Fahrgeschwindigkeit konnte auf 10 m/s (36 km/h) gesteigert und damit verdoppelt werden. Die neue Seilbahntechnik wurde vom österreichisch-schweizerischen Seilbahnhersteller Doppelmayr/Garaventa geliefert. Die Wiedereröffnung fand am 22. Dezember 2007 statt.
Die italienischen Wagen von 1973 konnten entgegen dem ursprünglichen Plan, sie zu verschrotten, erhalten werden. Sie wurden in das Bw Poprad transportiert. Ein Wagen soll als Exponat im zukünftigen Museum des Tatra-Verkehrs ausgestellt werden, der andere wird als Ersatzteilspender genutzt.